# Discoverer 32

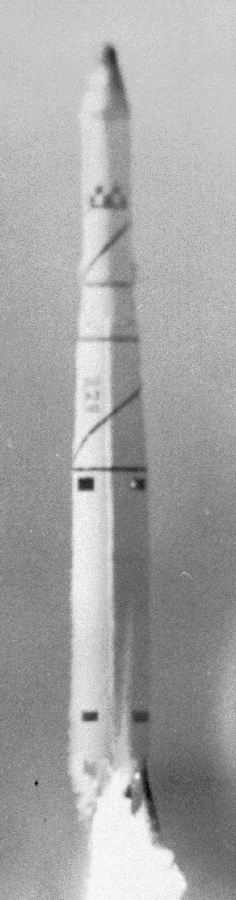
Phóng tàu Nhà Thám Hiểm 32

Nhà Thám Hiểm 32, còn gọi là Corona 9025, là  vệ tinh do thám quang học của Hoa Kỳ được phóng vào năm 1961. Corona 9025 là một vệ tinh KH-3 Corona thuộc chương trình do thám Corona, gắn trên tên lửa đẩy Agena-B.
Vụ phóng tàu "Người thám hiểm 32" diễn ra vào lúc 19:22 UTC ngày 13 tháng 10 năm 1961 bằng tên lửa đẩy Thor DM-21 Agena-B, từ tổ hợp 75-3-4 tại Căn cứ không quân Vandenberg. Sau khi được phóng thành công lên quỹ đạo, Corona 9025 được đổi tên thành "1961 Alpha Gamma 1" thuộc hệ thống đánh số Harvard.
Nhà thám hiểm 32 hoạt động tại quỹ đạo tầm thấp Trái đất, với cận điểm 233 kilômét (145 mi), viễn điểm 350 kilômét (220 mi), độ nghiêng 81.6 độ và chu kì 90.3 phút. Vệ tinh có khối lượng 1.150 kilôgam (2.540 lb), và được trang bị camera toàn cảnh với tiêu cự 61 xentimét (24 in), độ phân giải tối đa 7,6 mét (25 ft). Ảnh chụp của nó được ghi lại trên một thước phim 70 milimét (2,8 in), và được thu hồi bởi bộ phận SRV (satellite recovery vehicle), rời khỏi quỹ đạo một ngày sau khi phóng. Thiết bị SRV sử dụng trong Nhà Thám Hiểm 32 là loại SRV-555. Sau khi gửi trở về những thước phim đã chụp được, Nhà thám hiểm 32 bị bỏ lại trên quỹ đạo cho đến khi mất độ cao vào ngày 13 tháng 11 năm 1961. Tuy nhiên, phần lớn những bức ảnh nó chụp được đều không rõ nét.